# Црква Светог пророка Илије у Стубленици
Црква Светог пророка Илије у Стубленици, насељеном месту на територији општине Уб, припада Епархији ваљевској Српске православне цркве.
Црква посвећена Светом пророку Илији, подигнута је 1940. године. Генерално је обновљена 2013. године када су замењена кровна конструкција, офарбан је кубе, постављени олуци, фасада обновљена, храм изнутра окречен и уграђена нова, храстова врата - једна са улазне и двоја са бочне стране.